# 当別町立弁華別中学校
当別町立弁華別中学校（とうべつちょうりつ べんけべつちゅうがっこう）は、北海道石狩郡当別町弁華別429にあった町立の中学校。

## 沿革
1947年（昭和22年）5月1日、弁華別小学校に併置する形で開校した。なお同日には四番川仮分校と、青山中央分校も設置されている。
開校当初は独自の校舎がなかったので、職員室は小学校と同室であり、教室は1階西端の部屋と、2階の裁縫作法室を間仕切りして使っていた。
1948年（昭和23年）12月に独立校舎が起工され、翌年5月30日に完成した。しかし屋外運動場は小学校と共用であり、そのうえ新校舎自体も手狭だったので、小学校の2教室を借りて授業を行う日々が続いた。
1952年（昭和27年）6月、当別町議会で33坪の校舎増築が可決されたものの、その程度では教室不足や運動場共用の抜本的な解決が望めなかったため、最終的に川向かいの土地へと移転することになった。旧校舎は解体されずに曳家で移動し、増改築を施されて使われた。
なお1952年7月1日には青山中央分校が「青山中学校」として独立した。また四番川分校は、1955年（昭和30年）に当別中学校の分校へと変更されている。
2016年（平成28年）3月、当別中学校に統合され閉校した。